# El penya-segat vermell
El penya-segat vermell (títol original en xinès: 赤壁; pinyin: Chìbì; títol internacional en anglès, Red Cliff o The Battle of Red Cliff), és una pel·lícula èpica xinesa basada en la batalla dels Penya-segats Rojos i els fets ocorreguts al final de la Dinastia Han i el posterior període dels Tres Regnes en l'antiga Xina. El film h estat llançat en dues versions diferents. A Àsia, Red Cliff s'emet en dues parts, fent un total de quatre hores de pel·lícula. La primera part fou estrenada el juliol de 2008 i la segona el gener del 2009. Fora d'Àsia, una sola pel·lícula de 2½ hores es va estrenar el 2009. A l'Estat Espanyol s'ha estrenat amb el títol d'Acantilado rojo
La pel·lícula fou dirigida per John Woo, amb estrelles com Tony Leung Chiu-Wai, Takeshi Kaneshiro, Zhang Fengyi, Chang Chen, Hu Jun, Lin Chi-ling i Zhao Wei. Amb un pressupost calculat de 80 milions de dolars, Red Cliff és la pel·lícula asiàtica més cara fins a la data.

## Argument
Aquesta pel·lícula relata un episodi de la història dels Tres Regnes: la batalla dels Penya-segats Rojos
Cao Cao, primer ministre de l'emperador Han, empeny aquest a atacar el Regne de Wu i el Regne de Shu. Cao Cao desitja apoderar-se del tron una vegada unificat l'imperi. Els dos regnes dirigits respectivament per Liu Bei i Sun Quan s'uneixen per la mediació de Zhuge Liang per defensar-se contra l'amenaça representada per Cao Cao. Aquest últim porta el seu atac a l'hivern de l'any 208 sobre el Yangzi Jiang. Els dos exèrcits s'enfronten en la Batalla del Penya-Segat vermell.

## Repartiment
- Tony Leung Chiu-wai: Zhou Yu
- Takeshi Kaneshiro: Zhuge Liang
- Zhang Fengyi: Cao Cao
- Chang Chen: Sun Quan
- Yong You: Liu Bei
- Ba Sen Zha Bu: Guan Yu
- Zhao Wei: Sun Shangxiang
- Hou Yong: Lu Su
- Hu Jun: Zhao Yun
- Tong Jiang: Li Tong
- Lin Chiling: Qiao Xiao
- Shido Nakamura: Gan Ning
- Song Jia: Li Ji
- Sun Chun
- Tong Dawei: Sun Shucai
- Qingxiang Wang: Kong Rong